# يمنى عياد
يمنى عياد هي ملاكمة مصرية حصلت على الميدالية البرونزية في وزن 54 كج في دورة ألعاب البحر الأبيض المتوسط 2022. وهي أول ميدالية للملاكمة النسائية المصرية في التاريخ.

## بدايتها
ولدت يمنى في محافظة دمياط، بدأت ممارسة الملاكمة منذ ثلاث سنوات وكانت في البداية تفضل الكارتيه إلى أن أعجبت برياضة الملاكمة وفي البداية رفض بعض من أهالي قريتها فكرة ممارسة الفتيات للألعاب القتالية،  كما أن النادي التي تدرب فيه يمنى لا يتوفر به على حلبة ملاكمة.